# Donaldsonville
Donaldsonville es una ciudad ubicada en la parroquia de Ascension en el estado estadounidense de Luisiana. En el Censo de 2010 tenía una población de 7436 habitantes y una densidad poblacional de 753,95 personas por km².

## Historia
Fue entre 1829-1831 la capital del estado. En el verano de 1862 fue destruida en gran parte por el ejército de la Unión. En 1868 se eligió por primera vez en la historia de los Estados Unidos un alcalde negro por votación popular.

## Geografía
Donaldsonville se encuentra ubicada en las coordenadas 30°5′42″N 90°59′33″O / 30.09500, -90.99250. Según la Oficina del Censo de los Estados Unidos, Donaldsonville tiene una superficie total de 9.86 km², de la cual 9.8 km² corresponden a tierra firme y (0.6%) 0.06 km² es agua.

## Demografía
Según el censo de 2010, había 7436 personas residiendo en Donaldsonville. La densidad de población era de 753,95 hab./km². De los 7436 habitantes, Donaldsonville estaba compuesto por el 22.9% blancos, el 76% eran afroamericanos, el 0.19% eran amerindios, el 0.2% eran asiáticos, el 0% eran isleños del Pacífico, el 0.2% eran de otras razas y el 0.51% pertenecían a dos o más razas. Del total de la población el 0.87% eran hispanos o latinos de cualquier raza.